# Kajichō
Kajichō (鍛冶町?) es un distrito de Chiyoda, Japón. Consiste en Kajichō 1-chōme y Kajichō 2-chōme. Este artículo también explica sobre Kanda-Kajichō (神田鍛冶町?), el cual hoy tiene solo el Kanda-Kajichō 3-chōme. En abril de 2007, el distrito tiene una población de 371 personas. Los códigos postales de Kajichō y Kanda-Kajichō son 101-0044 y 101-0045, respectivamente.

## Distritos
Estos distritos están localizadas en el noreste de Chiyoda. El área de Kajichō y Kanda-Kajichō bordea con Kanda-Sudachō al norte, Kanda-Higashimatsushitachō, Kanda-Tomiyamachō, Kanda-Konyachō, Kanda-Kitanorimonochō, Kanda-Nishifukudachō y Kanda-Mikurachō al este, Nihonbashi-Muromachi, Nihonbashi-Hongokuchō y Nihonbashi-Honchō al sur, y al oeste con Uchi-Kanda y Kanda-Tsukasachō.
Kanda-Kajichō 3-chōme todavía mantiene el nombre ya que los tres chōmes pertenecían al Barrio Kanda (神田区 Kanda-ku?) pero las direcciones de este chōme no han sido modernizadas.
Kajichō y Kanda-Kajichō son distritos de negocios cerca de la estación de Kanda, con muchas oficinas y tiendas, la estación de JR está localizada en Kajichō 2-chōme.
- Datos: Q3274876
- Multimedia: Kajichō, Kanda / Q3274876